# オキアサリ
オキアサリ (沖浅理、学名 Macridiscus maltifarius) はマルスダレガイ科に分類される二枚貝の1種である。コタマガイと似ている。

## 分布
- 日本（山形県以南, 房総半島 - 九州）[8][5]
- 中国北部（山東省）[2]

## 形態
殻長約5cm以下。殻の形が前後に対称的で、後端がやや尖る。表面は細かい成長輪が刻まれる。表面の色模様には変異があるが約3本の放射彩が認められることが多い。内面は白色で、套線の湾入は丸くてやや深いが、殻長の中央には届かない。同所的に生息することもある同属のコタマガイとよく似ているが、オキシジミは腹縁がやや直線的でやや二等辺三角形に近い形で、コタマガイは腹縁が中央にかけてすこし張り出しやや菱形に近い形。島根県で中間的な形態が見つかっており、雑種を形成する可能性が指摘されている。

## 生態
潮間帯の砂底に生息する。アサリとは異なり水管は癒合せず二股に分かれて細長く伸びる。

## 人との関係
江戸時代後期の武蔵石壽による『目八譜』に『沖浅理』と『小玉介』が紹介されている。コタマガイよりも浅い潮間帯に生息するため潮干狩りで採取できて、美味。縄文時代から食用とされ、東京湾沿岸の千葉県の藤崎堀込貝塚（ふじさきほりごめかいづか）や園生貝塚（そんのうかいづか）ではイボキサゴとともに本種が優占種として出土している。2004年の『千葉市レッドリスト』では「消息不明・絶滅生物」にあげられているが、2021年に房総半島南部で生貝が見つかっている。